# Morphotelus mareesi
Morphotelus mareesi är en mångfotingart som beskrevs av Carl 1909. Morphotelus mareesi ingår i släktet Morphotelus och familjen Chelodesmidae. Inga underarter finns listade i Catalogue of Life.